# Federico Rodríguez
Federico Martín Rodríguez Rodríguez (Montevideo, Uruguay, 3 de abril de 1991) es un futbolista uruguayo. Juega como delantero centro y  su equipo actual es el Progreso de la Primera División de Uruguay.

## Trayectoria
Su primer club fue Club Atlético Bella Vista de Montevideo, club con el que consiguió el ascenso a primera división en el año 2010. En su primera temporada en la máxima categoría de Uruguay se consagró como goleador del equipo con 9 tantos en 15 partidos. Sus buenas actuaciones en el conjunto papal lo llevaron a ser citado a la selección sub-20.

### Genoa
A comienzos de 2011 fue transferido a Peñarol, por dos años y medio, pero mientras disputaba el sudamericano sub-20 con Uruguay, fue fichado por el Genoa de Italia por 4.2 millones de dólares. Sin embargo en el club donde no fue tenido en cuenta, solo jugó en los equipos filiales. Compartió la delantera con Mauro Boselli y Rodrigo Palacio.

### Bologna
En junio del 2011 fue transferido al Bologna Football Club por 3 millones de dólares. Jugó al lado de sus compatriotas Gastón Ramírez y Diego Pérez.
No encontró la continuidad deseada y fue cedido al Piacenza Calcio de la Tercera División de Italia. Anotó 3 goles en 15 partidos
Luego de su paso por la Serie C, volvió al club dueño de su pase. Compartió la delantera con Alberto Gilardino.
En enero de 2013 el Bologna y Wanderers de Montevideo acordaron la cesión al club uruguayo por 6 meses. Luego de su gran semestre, su préstamo se amplió por 6 meses más para jugar la Copa Sudamericana 2013. Le anotó a Club Libertad.
Finalizada la cesión del jugador, Federico volvió al Bologna. Al finalizar contrato, tuvo un breve paso por el fútbol de Suiza, y luego volvió a Uruguay a jugar en Boston River.
En julio del 2019 el Club Alianza Lima lo ficha para disputar el Torneo Clausura de la Liga 1. Si bien el equipo logró ganar el torneo clausura, no consiguió ganar la definición por el campeonato nacional ante Binacional, perdiendo por un marcador global de 3-4. El año 2020, renovó con Alianza Lima. Sin embargo el mal comienzo en la Liga 1 y en Copa Libertadores, y la Pandemia de COVID-19 que afectó a Perú, hizo que el futbolista decida resolver contrato con el club.

## Selección nacional juvenil

### Selección Uruguaya sub-20
Ha sido internacional con la Selección uruguaya Sub-20 en varias ocasiones, disputó el Campeonato Sudamericano Sub-20 de 2011 donde anotó 2 goles.
| Torneo                   | Sede | Resultado  | Part. | Goles |
| ------------------------ | ---- | ---------- | ----- | ----- |
| Sudamericano Sub-20 2011 | Perú | Subcampeón | 5     | 2     |

## Clubes
| Club                          | País                | Año                 | Part. | Goles |
| ----------------------------- | ------------------- | ------------------- | ----- | ----- |
| Bella Vista                   | Uruguay             | 2009-2010           | 28    | 19    |
| Peñarol                       | Uruguay             | 2010                | 0     | 0     |
| Genoa                         | Italia              | 2011                | 12    | 4     |
| Bologna                       | Italia              | 2011-2012           | 10    | 2     |
| Piacenza Calcio (cedido)      | Italia              | 2012-2013           | 15    | 3     |
| Montevideo Wanderers (cedido) | Uruguay             | 2013-2014           | 23    | 5     |
| Bologna                       | Italia              | 2014                | 3     | 0     |
| FC Locarno                    | Suiza               | 2015                | 9     | 2     |
| Boston River                  | Uruguay             | 2016-2017           | 49    | 21    |
| Danubio                       | Uruguay             | 2018-2019           | 40    | 10    |
| Alianza Lima                  | Perú                | 2019-2020           | 24    | 9     |
| Deportivo Maldonado           | Uruguay             | 2020                | 6     | 1     |
| Cerrito                       | Uruguay             | 2021                | 18    | 3     |
| Albion                        | Uruguay             | 2022                | 26    | 5     |
| Bella Vista                   | Uruguay             | 2023                | 18    | 6     |
| Progreso                      | Uruguay             | 2023                | 10    | 2     |
| Cerrito                       | Uruguay             | 2024                | 23    | 3     |
| River Plate                   | Uruguay             | 2025                | 11    | 0     |
| La Luz                        | Uruguay             | 2025-act.           | 0     | 0     |
| Total en su carrera           | Total en su carrera | Total en su carrera | 310   | 85    |

### Tripletes
| Lista de partidos en los que anotó tres o más goles | Lista de partidos en los que anotó tres o más goles | Lista de partidos en los que anotó tres o más goles | Lista de partidos en los que anotó tres o más goles | Lista de partidos en los que anotó tres o más goles | Lista de partidos en los que anotó tres o más goles | Lista de partidos en los que anotó tres o más goles |
| N.º                                                 | Fecha                                               | Estadio                                             | Partido                                             | Goles                                               | Resultado                                           | Competición                                         |
| --------------------------------------------------- | --------------------------------------------------- | --------------------------------------------------- | --------------------------------------------------- | --------------------------------------------------- | --------------------------------------------------- | --------------------------------------------------- |
| 1                                                   | 4 de septiembre de 2016                             | Parque Saroldi, Montevideo                          | River Plate - Boston River                          | Anotado · Anotado · Anotado · Anotado               | 1 - 5                                               | Campeonato Uruguayo 2016                            |

## Palmarés

### Campeonatos nacionales
| Título          | Club         | País | Año  |
| --------------- | ------------ | ---- | ---- |
| Torneo Clausura | Alianza Lima | Perú | 2019 |